# À chaque aube je meurs
Pour plus de détails, voir Fiche technique et Distribution.
À chaque aube je meurs (Each Dawn I Die) est un film américain réalisé par William Keighley, sorti en 1939.

## Synopsis
Le reporter Frank Ross dénonce dans la presse les agissements d'un homme corrompu, candidat aux élections, le district attorney Jesse Hanley. Ce dernier envoie ses hommes de main pour neutraliser Frank. 

Victime d'un coup monté, celui-ci se retrouve en prison où il se lie d'amitié avec un caïd, Hood Stacey, qui va l'aider à faire éclater la vérité.

## Fiche technique
- Titre : À chaque aube je meurs
- Titre original : Each Dawn I Die
- Réalisation : William Keighley
- Scénario : Norman Reilly Raine, Warren Duff et Charles Perry d'après le roman Each Dawn I Die de Jerome Odlum
- Production : David Lewis (en) et Hal B. Wallis
- Société de production : Warner Bros. Pictures
- Musique : Max Steiner, dirigée par Leo F. Forbstein
- Photographie : Arthur Edeson
- Montage : Thomas Richards
- Direction artistique : Max Parker
- Son : E.-A. Brown
- Conseiller technique : William Buckley
- Assistant réalisateur : Frank Heath
- Costumes : Howard Shoup
- Pays de production : États-Unis
- Format : Noir et blanc - Mono (RCA Sound System)
- Genre : Drame
- Durée : 92 minutes
- Dates de sortie :
  - États-Unis : 22 juillet 1939 (première à New York)
  - France : 5 septembre 1945 (Paris)
- Affiche : Jacques Bonneaud (France)

## Distribution
- James Cagney : Frank Ross
- George Raft : 'Hood' Stacey
- Jane Bryan : Joyce Connover
- George Bancroft : John Armstrong
- Max 'Slapsie Maxie' Rosenbloom : Fargo Red
- Stanley Ridges : Mueller
- Alan Baxter : Pole Cat Carlisle
- Victor Jory : W.J. Grayce
- John Wray : Pete Kassock
- Edward Pawley : Dale
- Willard Robertson : Lang
- Emma Dunn : Mme Ross
- Paul Hurst : Garsky
- Louis Jean Heydt : Lassiter
- Joe Downing : Limpy Julien
- Thurston Hall : Jesse Hanley, procureur général
- William Davidson : Bill Mason
- Abner Biberman : Snake Edwards
- Charles Trowbridge : juge
- Harry Cording : Temple
- John Harron : Lew Keller
- John Ridgely : Jerry Poague
- Selmer Jackson : Patterson
- Robert Homans : le gardien Mac
- Clay Clement : l'avocat de Stacey
- Emmett Vogan (non crédité) : procureur